# 松岡政保
松岡 政保（まつおか せいほ、1897年（明治30年）9月18日 - 1989年（平成元年）4月7日）は、琉球政府の政治家で実業家。1964年（昭和39年）10月から1968年（昭和43年）11月まで琉球政府行政主席を務めた。沖縄県国頭郡金武町出身。松岡建設・松岡配電（後に沖縄電力と合併）の創業者で、復帰後に設立された沖縄電力の社長も歴任する。

## 経歴
1897年（明治30年）9月18日生まれ。1912年（明治45年/大正元年）に渡米し、1924年（大正13年）にアメリカ合衆国インディアナ州のトライステート工科大学を卒業する。
1927年（昭和2年）に帰国。1931年（昭和6年）、宜野座から松岡に改姓。「松岡」の苗字は生家の裏山の松林にヒントを得たとのこと。1936年（昭和11年）に沖縄製糖に入社し、技師や工場長を務めた。
沖縄戦後、沖縄諮詢会や沖縄民政府の工務部長を歴任するが、1950年（昭和25年）の沖縄群島知事選挙に落選した。その後松岡建設・松岡配電を創業し、政財界に人脈を築いていった。
前任者の大田政作主席から始まった政局混乱を収拾するために、1964年（昭和39年）に第4代行政主席に就任する。1968年（昭和43年）まで在任し、保守政党の合同を実現させた。また、ワトソン高等弁務官に交渉して、行政主席公選制の実現など自治権を拡大していった。
歴代主席の中で唯一、アメリカ留学経験を有する人物であったため、対アメリカ人交渉に長けていたという。
復帰後の1972年（昭和47年）に沖縄電力の社長を務めた。
趣味は三線作りで、彼の自宅には自身の作品が多く置かれていた。

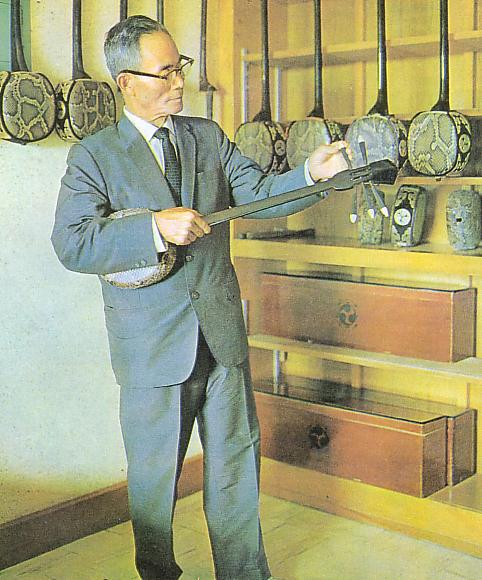
松岡政保と彼の作品